# Хвце
Хвце (осет. Хуыцъе, груз. ხვწე) или Нижний Хвце (осет. Дæллаг Хуыцъе, груз. ქვემო ხვწე — Квемо-Хвце) — село в Закавказье, расположено в Дзауском районе Южной Осетии, фактически контролирующей село; согласно юрисдикции Грузии — в Джавском муниципалитете.
Центр Хвцевской сельской администрации в РЮО.

## География
Село расположено к северо-востоку от райцентра посёлка Дзау на левом (в основном) и правом берегах реки Большая Лиахви. В 1 км к северу находится село Верхний Хвце (Земо-Хвце).

## История
В декабре 1917 года Юго-Осетинский национальный Совет по решению II съезда делегатов Южной Осетии поручил Рутену Гаглоеву, Николаю Кудухову и Иналу Собиеву начать строительство перевалочной дороги через Рокский перевал около села Хцве. В село были доставлены строительные материалы и инструменты. Несколько сот китайцев-строителей начали работу по строительству дороги в Северную Осетию около села, однако вскоре строительство было прекращено с приходом к власти грузинских меньшевиков.

## Население
В 1987 году в селе Квемо-Хвце проживало 180 человек. По переписи 2015 года численность населения с. Хвце составила 141 житель.

## Топографические карты
- Лист карты K-38-52 Джава. Масштаб: 1 : 100 000. Состояние местности на 1987 год. Издание 1989 г.